# Nupserha brevior
Nupserha brevior là một loài bọ cánh cứng trong họ Cerambycidae.